# Ден Ґейбл
Денні Мак «Ден» Ґейбл (* 25 жовтня 1948 р., Ватерлоо, штат Айова) — американський борець на пенсії.

## Кар'єра
Ден Ґейбл відвідував Західну середню школу Ватерлоо і почав там займатися боротьбою. Між 1963 і 1966 роками він був непереможним у боротьбі в середній школі. Після закінчення школи він вступив до Університету штату Айова, де досяг надзвичайного успіху. За роки навчання в середній школі та в коледжі він виграв 400 боїв і програв лише два. Його кар'єра досягла кульмінації з перемогою на Олімпійських іграх 1972 року в Мюнхені. Він виграв настільки добре, що німецький фаховий журнал “Athletik” у спеціальному олімпійському випуску пише: “ Лише щоб побачити бої, у яких брав участь американець Ден Ґейбл, варто було прийти в зал Ringer-Judo Halle. Він продемонстрував досконалий бій вільним стилем, і в цьому стилі йому не було рівних. "
Після закінчення активної кар'єри він був тренером з боротьби в Університеті штату Айова. І тут він досяг надзвичайного успіху. У своєму університеті він сформував десять олімпійців, які завоювали чотири золоті, одну срібну та три бронзові медалі. У 1980, 1984 та 2000 роках він був головним тренером збірної США з фрістайлу на відповідних Олімпійських іграх. За заслуги у боротьбі він був уведений до Міжнародної Зали слави боротьби FILA у серпні 2012 року.

## Міжнародний успіх
(усі змагання у вільному стилі, ОІ = Олімпійські ігри, ЧС = Чемпіонат світу, NCAA = Америка. Університетська асоціація боротьби, AAU = Америка. Легка атлетика, на той час до 68 кг маси тіла)
| рік      | місце  | змагання                                | Вагова категорія | |
| 1971 рік | 1.     | Панамериканські ігри в Боготі 1971 року | Легка            | раніше Хосе Рамон (Куба) та Сегундо Ольмеда (Панама) |
| 1971 рік | 2.     | Ґран-прі Грузії в Тбілісі               | Легка            | за Василем Казаковим, перед Бойком, всі з СРСР |
| 1971 рік | 1.     | ЧС у Софії                              | Легка            | з перемогами над Ісмаїлом Юшеїновим (Болгарія), Кікуо Вадою (Японія), Нікатом Кабанлі (Туреччина), Ееро Сувілехто (Фінляндія), Йозефом Енгелем (Чехословаччина) та перемогою за очками над Василієм Казаковим (СРСР) |
| 1972 рік | 1.     | Ґран-прі Грузії в Тбілісі               | Легка            | |
| 1972 рік | золото | ОІ в Мюнхені                            | Легка            | з плечовими перемогами над Іоаннідісом (Греція), Саліовським (Югославія), Чеслаком (Польща) та очками над Русланом Ашуралієвим (СРСР), Клаусом Ростом (Федеративна Республіка Німеччина) та Кікуо Вадою (Японія)     |

## Національні успіхи
| рік      | місце | змагання                   | Вагова категорія |                             |
| 1968 рік | 1.    | Чемпіонат NCAA             | Легка            |                             |
| 1969 рік | 1.    | Чемпіонат NCAA             | Легка            |                             |
| 1969 рік | 1.    | Чемпіонат AAU              | Легка            |                             |
| 1970 рік | 2.    | Чемпіонат NCAA             | Легка            | за Ларрі Овінґсом           |
| 1970 рік | 1.    | Чемпіонат AAU              | Легка            | перед Ґаллардом та Домніком |
| 1971 рік | 1.    | Чемпіонат AAU              | Легка            |                             |
| 1971 рік | 1.    | Відбір на чемпіонат світу  | Легка            |                             |
| 1972 рік | 1.    | Відбір на Олімпійські ігри | Легка            |                             |

## Індивідуальні посилання
1. ↑  Encyclopædia Britannica
2. 1 2  Olympedia — 2006.
3. ↑  USA's Dan Gable among seven to be inducted to FILA Hall of Fame in London, England, August 3 [Архівовано 27 серпня 2021 у Wayback Machine.], abgerufen am 16. April 2017 (englisch)

## Вебпосилання
- Ден Ґейбл на Olympedia.org (англ.)